# 4311 Zguridi
4311 Zguridi је астероид главног астероидног појаса са средњом удаљеношћу од Сунца која износи 2,441 астрономских јединица (АЈ).
Апсолутна магнитуда астероида је 13,6.